# Dzsibuti a 2011-es úszó-világbajnokságon
Dzsibuti a 2011-es úszó-világbajnokságon három úszóval vett részt.

## Úszás
Férfi
| Versenyző                  | Esemény                     | Selejtező | Selejtező | Elődöntő          | Elődöntő          | Döntő             | Döntő             |
| Versenyző                  | Esemény                     | Idő       | Helyezés  | Idő               | Helyezés          | Idő               | Helyezés          |
| -------------------------- | --------------------------- | --------- | --------- | ----------------- | ----------------- | ----------------- | ----------------- |
| Abdoulrahman Mohamed Osman | Férfi 50 méteres gyorsúszás | 27.69     | 88        | Nem jutott tovább | Nem jutott tovább | Nem jutott tovább | Nem jutott tovább |
| Abdoulrahman Mohamed Osman | Férfi 50 méteres Mellúszás  | 37.60     | 46        | Nem jutott tovább | Nem jutott tovább | Nem jutott tovább | Nem jutott tovább |
| Iourhanta Mohamed Osman    | Férfi 50 méteres gyorsúszás | 31.79     | 110       | Nem jutott tovább | Nem jutott tovább | Nem jutott tovább | Nem jutott tovább |
| Iourhanta Mohamed Osman    | Férfi 50 méteres mellúszás  | 43.37     | 49        | Nem jutott tovább | Nem jutott tovább | Nem jutott tovább | Nem jutott tovább |

Női
| Versenyző              | Esemény                   | Selejtező | Selejtező | Elődöntő          | Elődöntő          | Döntő             | Döntő             |
| Versenyző              | Esemény                   | Idő       | Helyezés  | Idő               | Helyezés          | Idő               | Helyezés          |
| ---------------------- | ------------------------- | --------- | --------- | ----------------- | ----------------- | ----------------- | ----------------- |
| Aicha Hassan Abdillahi | Női 50 méteres gyorsúszás | 38.38     | 82        | Nem jutott tovább | Nem jutott tovább | Nem jutott tovább | Nem jutott tovább |